# Steven Colombeen
Steven Colombeen (Gent, 13 september 1978) is een Vlaams musicalacteur en -zanger.
Hij studeerde aan het Koninklijk Conservatorium in Brussel en volgde nadien verschillende dansopleidingen en dramaturglessen. Deze hoge bariton was als acteur te zien in verschillende musicals zoals in Grease (Doody), Jesus Christ Superstar (apostel), De Sneeuwkoningin (Louis), Romeo en Julia (Romeo) en Les Misérables (Swing).
In 2019 stond Steven de planken als MC in de musical Iedereen Beroemd. In o.a. Aspe (televisieserie) speelde hij gastrollen.  

## Nederland
Deze Gentenaar was ook twee jaar actief in Theater de Efteling voor het Nederlandse productiehuis V&V Entertainment. Colombeen speelde zowel in de Nederlandse als Belgische productie van The Sound of Music de rol van Rolf.